# Ptychogastria
Genre
Synonymes
- Pectanthis Haeckel, 1879[2]
- Pectis Haeckel, 1879[2]
- Pectyllis Haeckel, 1879[2]
- Pectys Haeckel, 1879[2]

Ptychogastria est un genre de trachyméduses (hydrozoaires) de la famille des Ptychogastriidae.

## Liste d'espèces
Selon World Register of Marine Species (25 février 2019) :
- Ptychogastria antarctica Haeckel, 1879
- Ptychogastria asteroides Haeckel, 1879
- Ptychogastria polaris Allman, 1878

## Publication originale
- Allman, 1878 : Hydrozoa. in Nares, Narrative of a voyage to the Polar sea during 1875-76, in H.M.S. Alert and Discovery. With notes on the natural history, vol. 2, pp. 290-292 (texte intégral) (en).